# Карель, Пауль
Пауль Карель (псевдоним, в действительности: Пауль Шмидт, с 1984 — Пауль Шмидт-Карель; 2 ноября 1911, Кельбра — 20 июня 1997, Роттах-Эгерн) — немецкий дипломат, журналист и писатель.
Был руководящим чиновником и функционером нацистской пропаганды в МИДе нацистской Германии, пресс-атташе министра иностранных дел Риббентропа, офицером СС в звании оберштурмбаннфюрер.
После войны — журналист и литератор, автор популярных книг (в том числе переведённых на русский язык) о Второй мировой войне.

## Биография и карьера
Родился вне брака у матери одиночки Генриетты Шмидт — дочери зажиточного сапожника Карла Шмидта, рос и воспитывался в доме своего деда в маленьком городке Кельбра. В 1931, будучи гимназистом-старшеклассником, вступил в НСДАП (членский билет № 420853). Поступил на факультет психологии Кильского университета. Будучи студентом занимал различные должности в Национал-социалистическом союзе студентов Германии, был активным агитатором кампаний сожжения «не-арийских» книг.
В 1936 году защитил выпускную докторскую диссертацию на тему: «Вклад в теорию значения образов в индогерманских языках». Получил должность ассистента в кильском университете, после чего устроился сотрудником канцелярии Риббентропа.
В 1938 году Шмидт вступил в СС (членский № 308263) и получил чиновничий ранг «дипломатического советника II-го класса» в отделе прессы и новостей имперского германского МИДа. Шмидт значительно расширил функции отдела и активно себя проявил во время Мюнхенской конференции 1938 года.
В 1940 году его повысили в СС до звания оберштурмбаннфюрера, в том же году его повысили в МИДе до звания «посланника I класса». В июне 1941 года его назначили министерским секретарем — это был третий высший ранг в имперском МИДе после статс-секретаря и помощника статс-секретаря. Главное его функцией в этой должности было руководство ежедневными пресс-конференциями министерства.
Под руководством Шмидта издавался влиятельный нацистский пропагандистский журнал «Signal» (тираж 2,5 млн экз.).
Положение и влияние Пауля Шмидта в системе пропаганды нацистской Германии было равно или конкурировало с влиянием первого пресс-секретаря Адольфа Гитлера Отто Дитриха, а такоже шефа пресс-службы геббельсовского министерства пропаганды Ганса Фриче.
Шмидт принял активное участие в пропагандистском «прикрытии» Холокоста. В мае 1944 года он даже придумал способ объяснить необходимость депортации и убийства венгерских евреев.
Пауль Шмидт-Карель считается одним из главных пропагандистов нацизма в годы Второй мировой войны. Немецкие биографы Кареля отмечают также его личный антисемитизм, карьеризм и любовь к взяткам.

## После войны
В мае 1945 года Шмидт был арестован союзнической оккупационной администрацией и два с половиной года провёл в тюрьме в ожидании обвинения и суда. В 1947 году обвинение было составлено, но на процессе против своего коллеги Отто Дитриха, где он выступал в качестве свидетеля обвинения, ему удалось себя выгородить и даже представить в роли поборника «свободы прессы». После «Процесса Вильгельмштрассе» судебное производство против него было приостановлено, и он был выпущен на свободу. В 1965—1971 годах уже прокуратура Германии возбудила против него следствие по обвинению в соучастии в массовых убийствах евреев.
Вследствие процесса денацификации Шмидт не мог больше рассчитывать на карьеру чиновника или дипломата и потому занялся свободной журналистикой. Своим настоящим именем и фамилией он предпочёл однако не подписываться. В 1950-е годы, благодаря сохранившимся его старым связям, он начал активно публиковаться в СМИ ФРГ под разными псевдонимами. Так политические колонки в Norddeutsche Rundschau он подписывал псевдонимом Vocator, заметки в Die Welt и Die Zeit — подписывал как P. C. Holm, и т. п.
В 1960-е годы писал для различных изданий издательского дома Axel Springer, где приобрел значительное влияние. Он работал также непосредственно у Акселя Шпрингера вплоть до смерти Шпрингера в 1985 году — в качестве личного советника и начальника службы безопасности.
Шмидт-Карель широко известен также тем, что в 1960-е годы опубликовал несколько книг о Второй мировой войне, которые имели кассовый успех.

## Публикации (выборочно, + русск. переиздания)
- Sie kommen!: Die Invasion der Amerikaner und Briten in der Normandie 1944. — Verlag Buch und Welt; Oldenburg, 1960. −293 S.// Они идут! 1944"

- Unternehmen Barbarossa. Der Marsch nach Rußland. — Verlag: Ullstein, 1963. −575 S. // русс. пер.: «Барбаросса»: от Бреста до Москвы. (пер. А.Уткина) — Москва, «Русич», 2003, −426 с.
- Die Wüstenfüchse. Mit Rommel in Afrika. 1964 // Африка-Нормандия. Лис пустыни 1941—1943

- Stalingrad. Sieg und Untergang der 6. Armee. — Verlag: Ullstein, 1992 .-351 S.// Сталинград. Крах операции «Блау» (пер. С.Гуков). — Москва, «Эксмо», 2005. −252 с.